# La Pasión según nuestros días
La Pasión según nuestros días es una telenovela colombiana producida por Caracol Televisión en 2008. Está inspirada en la Pasión de Jesucristo, pero traducida en personajes contemporáneos. 
Esta protagonizada Juan Pablo Posada, Rodrigo Candamil, Walter Luengas y Marilyn Patiño con las participaciones antagónicas de Gerardo Calero, Waldo Urrego y Hernán Méndez. Cuenta, además, con las actuaciones estelares de Pedro Mogollón y Alejandro Buenaventura
Aunque la telenovela no tuvo el éxito esperado, por lo cual el canal decidió editarla de tal manera que su emisión se redujera a tan solo un mes en el aire, terminando en el horario de las 11:30 p. m. y con muy bajos niveles de audiencia. Sin embargo, el 21 de diciembre de 2009 la novela regresa en lo que será la segunda parte de esta historia bajo un nuevo nombre: La Decisión de Camilo, en formato serie y contando con el elenco originalmente anunciado para esta etapa de la historia.

## Sinopsis
La historia comienza a partir del interés de un periodista llamado Daniel (Andrés Toro) en conocer los hechos que rodearon la muerte de Camilo Márquez (Juan Pablo Posada), un joven abogado que fue asesinado violentamente en un lugar apartado de Colombia. Este interés lleva a Daniel a conocer a María, la madre de Camilo (interpretada por Tania Fálquez en su edad adulta), quien hace un recuento de toda su vida empezando por su juventud. Es en el marco de este episodio donde se desarrolla prácticamente la telenovela, donde María (Paola Cairasco) tenía como destino ser monja. Sin embargo, conoce a Francisco (Rodrigo Candamil), un hombre mayor que ella, aguerrido y además, es carpintero. Los dos inician una historia de amor que, al principio, no es bien vista por los padres de María, pero sin embargo María y Francisco deciden vivir juntos y de esa relación nace un niño, Camilo, el cual fuera preanunciado a María por Gabriel, un personaje misterioso que se aparece a la joven en un momento en que Francisco se encontraba temporalmente ausente, hecho que suscitó todo tipo de comentarios y suspicacias entre los vecinos de la muchacha.

## Elenco
| - Juan Pablo Posada .... Camilo Márquez - Tania Falquez .... María - Marilyn Patiño .... Magdalena - Carolina Cuervo .... Miriam - Margoth Velásquez .... Magnolia - Andrés Toro ....Daniel - Fernando Solórzano .... Ortega - Alejandro Buenaventura .... Juez Monroy - Jorge Herrera .... Silvio - Luis Fernando Orozco .... Padre Gonzalo - Hernán Méndez .... Aníbal - Gerardo Calero .... Héctor - Pedro Mogollón .... Francisco - Iván Rodríguez.... Wilches - Waldo Urrego ....Rómulo - María Eugenia Penagos .... Martha - Walter Luengas .... Tadeo - Carolina Vivas .... Mariela - Andrés Felipe Martínez .... Efraín - Ricardo Vesga .... Elinarco - Coco Badillo .... Profeta - Ximena Erazo .... Rosario - Felipe Galofre .... Gabriel - Yiseth Castañeda .... Estela - Hans Martínez .... Antonio - Anderson Balsero .... Humberto |  | - Roberto Marín .... Oswaldo - Óscar Salazar .... Doc. Baquero - Edgar Rojas .... Padre Juan - Carmina Martínez .... Abigail - Mauricio Botero .... Octavio - Santiago Merchán .... Doc. Solórzano - Nicolás Gómez .... Polo - Martha Leal .... Alicia - Juan Carlos Massier .... García - Diego Beltrán .... Inspector de policía - Carolina Sepúlveda .... Carolina - David Osorio .... David - Daniel Medina .... Juan - Isabel Cristina Olano .... Claudia - Jorge Monterrosa .... Marco - Fernando Corredor .... Profesor Cruz - Ramsés Ramos .... Beto - Ángela Lozada .... Milena - David Vélez .... Johnny - Alex Páez .... Jiménez - Santiago Reyes .... José María - Juan Calderón .... Cap. Benítez - Sergio Gómez .... Álvaro - Hernán Martínez .... Lorenzo - Moisés Rivllas .... Hombre en la oscuridad |  | - Nilson Fernández .... Político Gustavo - R. Rodríguez "Agache" .... Beltrán - Adriana Martínez .... Olivia - Gabriel Vanegas .... Arnoldo - Fabio Velasco .... Cabo Tabares - Roger Moreno .... Lopera - Jorge Bautista .... Profesor Gómez - Julio César Bula .... Tte. San Javier - Elena Ruíz .... Enfermera San Javier - Alberto Saavedra .... Adolfo - José Vicente Forero .... Policía - Arsenio Vargas .... Román Barrero - Manolo Cruz .... Yayo - Rodrigo Candamil .... Francisco (joven) - Paola Cairasco .... María (joven) - Julio Sánchez Coccaro .... Padre Gonzalo (joven) - Mike Moreno .... Camilo (niño) - Sebastián León .... Santiago (niño) - Miguel Ángel Rojas .... Santiago (adolescente) - Juan Pablo Franco .... Héctor (joven) - Julio Pachón ....Silvio (joven) - Carlos Mariño .... Aníbal (joven) - Pilar Álvarez .... Martha (joven) - Manuel Hernández .... Álvaro (joven) - Rodrigo Rodríguez .... Beltrán (joven) - Jean Carlo Posada .... David |

## Ficha técnica
- Libretos: Dago García
- Directores: Diego Mejía y William González
- Director Asistente: César Pardo
- Asistente de dirección: Silvia Gómez
- Productora Ejecutiva: Adriana Mesa
- Dirección de Arte: Guarnizo & Lizarralde
- Dirección de Fotografía: Rafael Puentes y Fredy Castro
- Editora: Claudia Acevedo
- Gerente de Producción: Amparo Gutiérrez
- Productor: Manuel Peñaloza